# МТМ
МТМ — муніципальний інформаційний телеканал міста Запоріжжя. Телеканал почав існувати з грудня 2005 року, у 2016 під час ребрендингу було змінено назву на «Z», 21 березня 2022 року телеканал повернув назву «МТМ». Власником КП «Муніципальна телевізійна мережа» є Запорізька міська рада.

## Історія
Компанія отримала ліцензію на мовлення в 2004 році та мала первинну назву «МТМ». Перші 4 роки в ефір виходили лише культурологічні програми. 
У 2008 році в етері телеканалу вперше започатковані випуски новини.
7 жовтня 2016 року «МТМ» провів ребрендинг та обрав нову назву «Z».
2 січня 2020 року телеканал розпочав трансляцію у цифровому форматі. Цього року придбано пересувну телевізійну станцію, яка дозволяє вести трансляцію з будь-якої точки України.
1 липня 2021 року керівник телеканалу Дмитро Веліканов отримав у Києві нагороду «Кращий телеканал 2020» у категорії «Регіональні телеканали 2020».
1 листопада 2021 року Веліканова Дмитра Борисовича було звільнено з посади начальника КП «Муніципальна телевізійна мережа» (Телеканал Z) за угодою сторін.
З 24 лютого 2022 року команда телеканалу через війну змінила логотип. Спочатку в етері латинська літера «Z» була замінена українською «З» через асоціацію з символом російського вторгнення в Україну, а 21 березня канал повернув назву "МТМ" ("Муніципальна телевізійна мережа").
24 жовтня 2024 року телеканал став переможцем конкурсу на отримання ліцензії на мовлення в MX-5 цифрової етерної мережі DVB-T2 в Запорізької області
17 грудня того самого року телеканал розпочав мовлення у Запоріжжі в MX-5 цифрової етерної мережі DVB-T2.